# Sphaerodactylus dimorphicus
Sphaerodactylus dimorphicus — вид геконоподібних ящірок родини Sphaerodactylidae. Ендемік Куби.

## Поширення і екологія
Sphaerodactylus dimorphicus мешкають на південному узбережжі Куби, в провінції Сантьяго-де-Куба. Вони живуть в прибережних вічнозелених лісах, в заростях агави, під камінням і галькою. Зустрічаються на висоті до 20 м над рівнем моря.

## Збереження
МСОП класифікує цей вид як такий, що перебуває під загрозою зникнення. Sphaerodactylus dimorphicus загрожує знищення природного середовища. 